# Kyselina dithiobenzoová
Kyselina dithiobenzoová je thiokarboxylová kyselina se vzorcem C6H5CSSH, odvozená od kyseliny benzoové náhradou obou kyslíkových atomů atomy síry.

## Příprava a reakce
Kyselinu dithiobenzoovou lze připravit sulfidizací benzalchloridu:
C6H5CCl3 + 4 KSH → C6H5CS2K + 3 KCl + 2 H2S
C6H5CS2K + H+ → C6H5CS2H + K+
Další možností je reakce fenylmagnesiumbromidu se sirouhlíkem následovaná okyselením:
C6H5MgBr + CS2 → C6H5CS2MgBr
C6H5CS2MgBr + HCl → C6H5CS2H + MgBrCl
Tato látka je přibližně 100krát kyselejší než kyselina benzoová. Její konjugovaná zásada, dithiobenzoanový anion, může být S-alkylována za vzniku dithiokarboxylátových esterů a také reagovat se solemi „měkkých“ kovů za tvorby komplexů, jako jsou Fe(S2CC6H5)3 a Ni(S2CC6H5)2.  
Chlorací kyseliny dithiobenzoové vzniká  příslušný acylchlorid C6H5C(S)Cl.

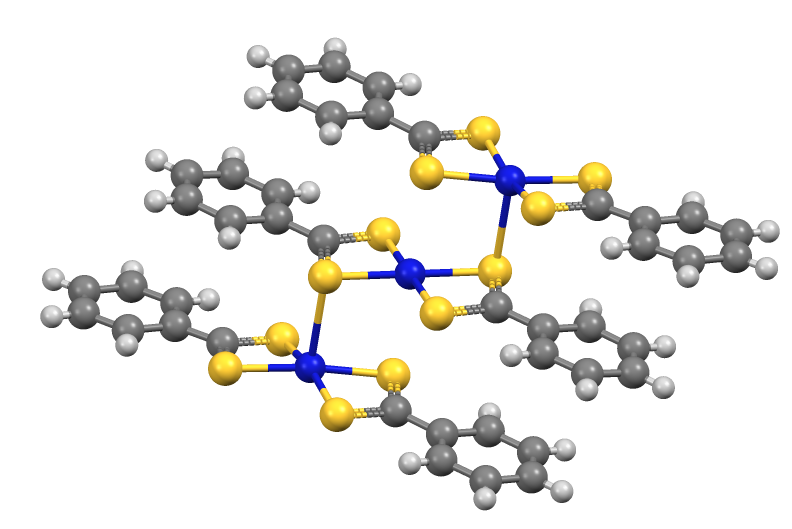
Struktura trimeru [Ni(S_{2}CPh)_{2}]_{3}